# Epignoma lenta
Epignoma lenta är en insektsart som beskrevs av Irena Dworakowska 1977. Epignoma lenta ingår i släktet Epignoma och familjen dvärgstritar.
Artens utbredningsområde är Liberia. Inga underarter finns listade i Catalogue of Life.